# Werdo
 (juin 2018).
Si vous disposez d'ouvrages ou d'articles de référence ou si vous connaissez des sites web de qualité traitant du thème abordé ici, merci de compléter l'article en donnant les références utiles à sa vérifiabilité et en les liant à la section « Notes et références ».
Werdo, né avant 778 et mort le 30 mars 812, est un abbé du monastère de Saint-Gall.
Le prêtre Werdo est mentionné pour la première fois dans des documents en 778. Après le renvoi de Waldo de Reichenau en 784, il est nommé abbé du monastère de Saint-Gall par Egino de Constance. Il est probablement décédé le 30 mars 812.

## Biographie
Werdo semble avoir été accepté auprès des moines de Saint-Gall avec quelques réserves. Durant la période où il fut à la tête de l’abbaye, il eut une forte dépendance avec l’évêque Egino de Constance. Ce lien transparaît particulièrement dans la documentation. Werdo a mené une politique d’acquisition foncière comparable à celle de l’abbé Jean II de Constance. Il acquit de nombreux biens dans la région du Danube-Neckar. À Saint-Gall, les premiers avocats qui assistèrent l'abbé ou son représentant dans la tenue des tribunaux et dans les transactions légales, ont commencé sous ses ordres.